# Алгейран — Мен-Мартинш
Алгейран — Мен-Мартинш (порт. Algueirão - Mem Martins) — район (фрегезия) в Португалии, входит в округ Лиссабон. Является составной частью муниципалитета Синтра. Находится в составе крупной городской агломерации Большой Лиссабон. По старому административному делению входил в провинцию Эштремадура. Входит в экономико-статистический субрегион Большой Лиссабон, который входит в Лиссабонский регион. Население составляет 66 250 человек на 2011 год. Занимает площадь 16,37 км².
Покровителем района считается Иосиф Обручник (порт. São José).

## История
Район основан в 1962 году.